# 조구 (대사마)
조구(曹咎, ? ~ 기원전 204년)는 진나라 ~ 초한전쟁기의 인물이다. 진나라 때 옥연(獄掾)을 지냈는데, 사마흔과 함께 항량을 숨겨준 일로 항우의 신임을 받아 해춘후(海春侯)에 봉해지고 대사마에 임명되었다.

## 행적
기원전 204년(한왕 4년 10월), 항우와 한왕 유방이 광무산에서 대치하고 있었는데, 팽월이 양나라 땅을 평정하고 초나라의 군량을 차단했다. 항우는 대사마 조구에게 명하였다.
| “ | 성고(成皋)를 지키되, 한나라가 쳐들어오더라도 싸우지 말고 동쪽으로 오지 못하게만 하시오. 나는 15일이면 팽성을 차지하고 양나라를 평정할 것이니, 돌아와서 장군과 합류하겠소. | ” |

조구는 사마흔 · 장사 예(翳)와 함께 성고를 지켰다. 과연 한군이 여러 차례 쳐들어 와 도발하였으나, 조구 등은 응하지 않았다. 그러나 한군이 사람을 시켜 초군을 능멸하니, 조구는 노하여 사수(汜水)를 건넜다.
병졸들이 반쯤 건넜을 때 한군은 이들을 크게 무찌르고 재화를 모조리 차지하였다. 조구와 사마흔, 장사 예는 사수에서 스스로 목을 찔러 죽었다.

## 출전
- 사마천, 《사기》 권7 항우본기
- 반고, 《한서》 권1 상 고제기 상

| 전임 (불명) | 서초의 대사마 ? ~ 기원전 204년 | 후임 주은 |